# 彼得·胡辛
彼得·胡辛（德語：Peter Hussing，1948年5月15日—2012年9月8日），德国男子拳击运动员。他曾代表西德参加1972年、1976年和1984年夏季奥林匹克运动会拳击比赛，其中1972年奥运会获得一枚铜牌。